# Terre d'Alez
On nommait terre d’Alez un vaste terrain situé dans l’actuel 5e arrondissement de Paris, sur les berges de la rive gauche (sud) de la Seine. Il correspond à l'extrémité orientale (amont) de la montagne Sainte-Geneviève antique et approximativement aux actuels quartiers Saint-Victor et du Jardin-des-Plantes.

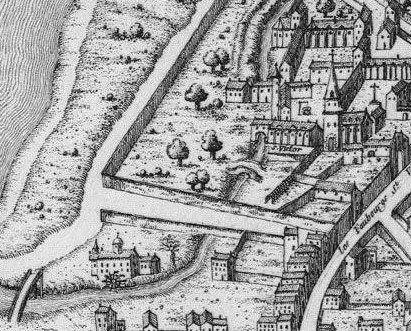
Une partie des terres d’Alez, autour de l’abbaye Saint-Victor (XVIe siècle).

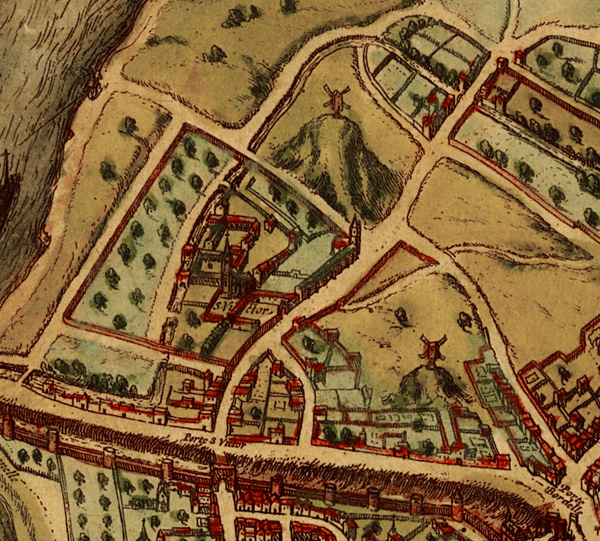
Les terres d'Alez dans le Civitates Orbis Terrarum (Cologne, 1572) : on y aperçoit le moulin de la Tournelle sur la butte Coypeau (en haut de la carte, là se dresse aujourd’hui la gloriette de Buffon, dans le Jardin des plantes).

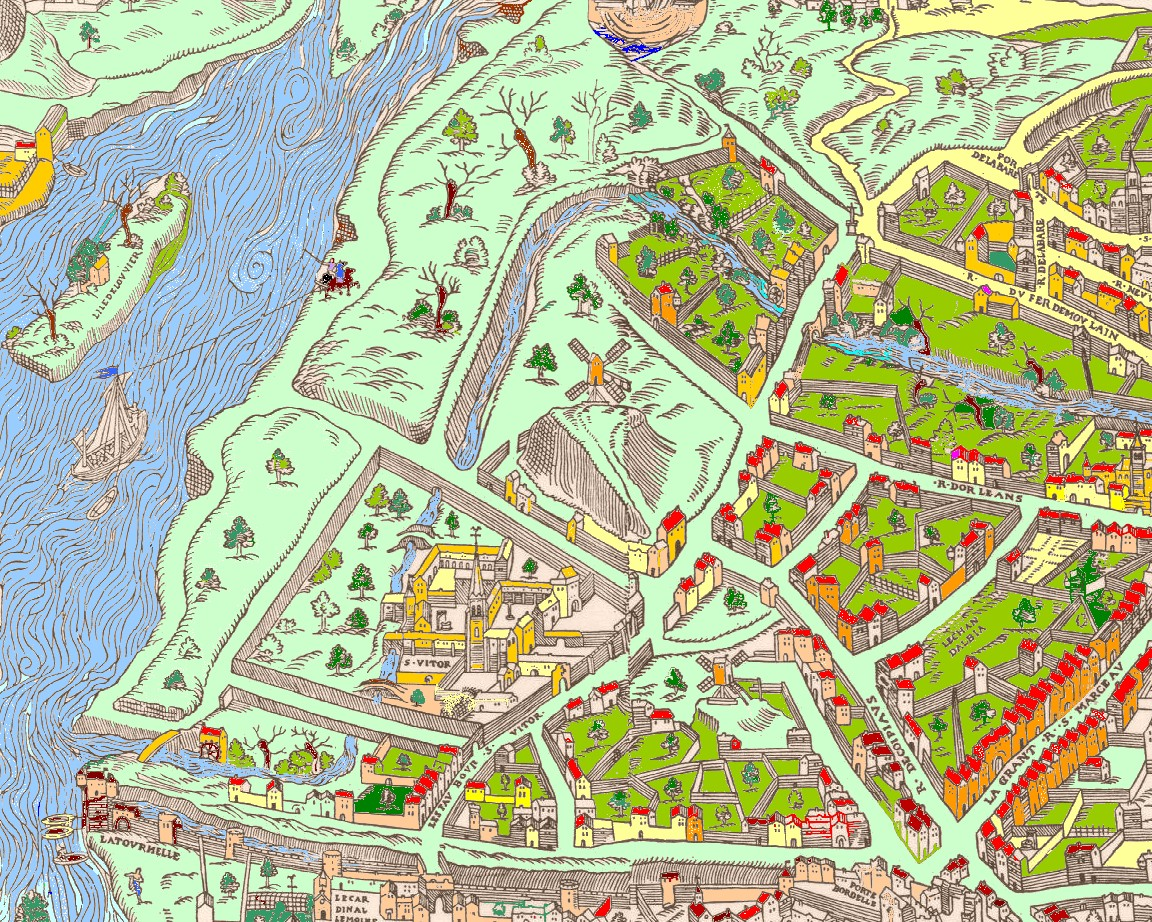
Autre plan illustré du même site.

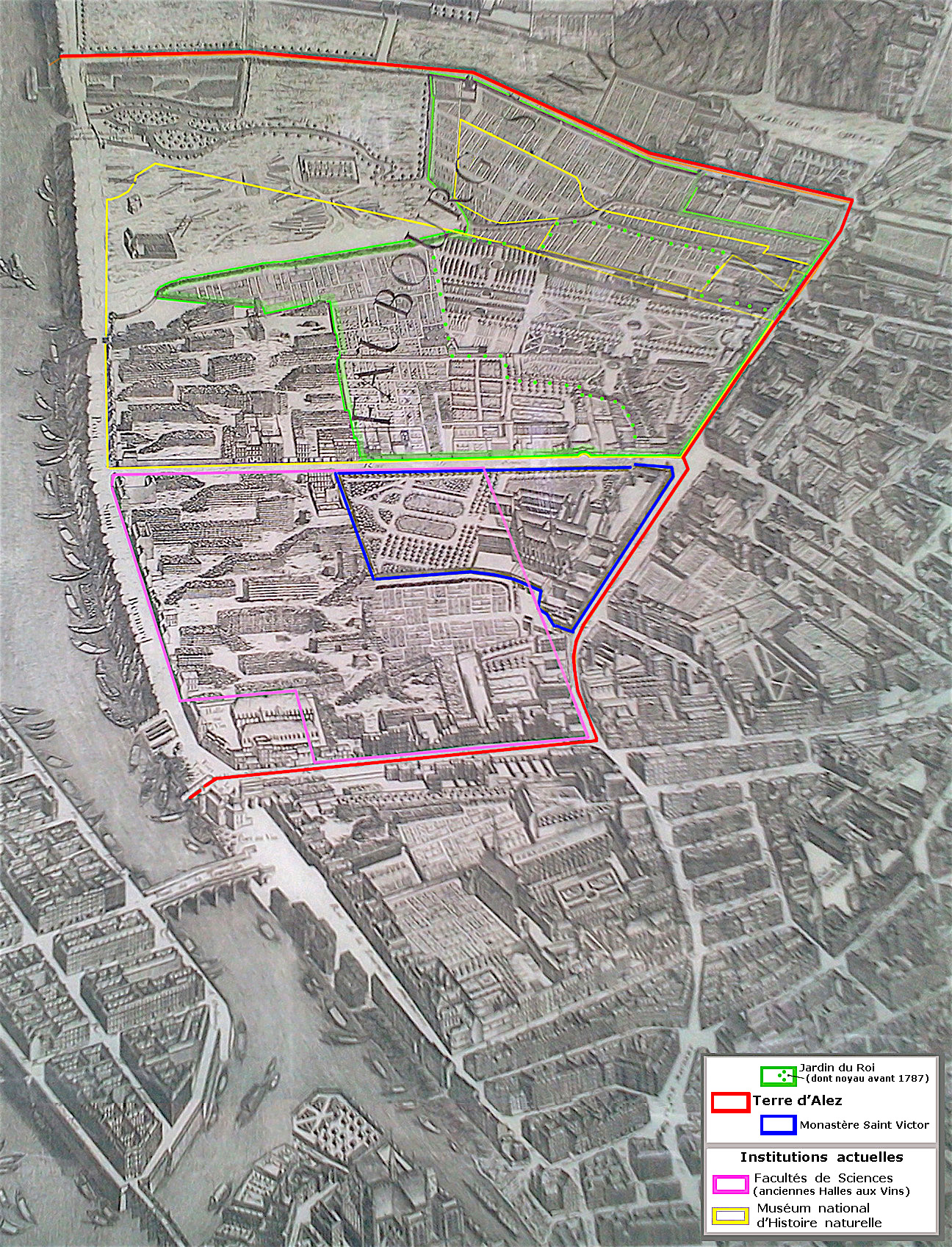
Les terres d’Alez (XVIIIe siècle, rouge) avec le Jardin du Roi (vert) et l’abbaye Saint-Victor (bleu) ; en surimpression, les actuels Muséum national d'histoire naturelle (jaune) et le campus de Jussieu (violet). Extrait du plan Turgot.

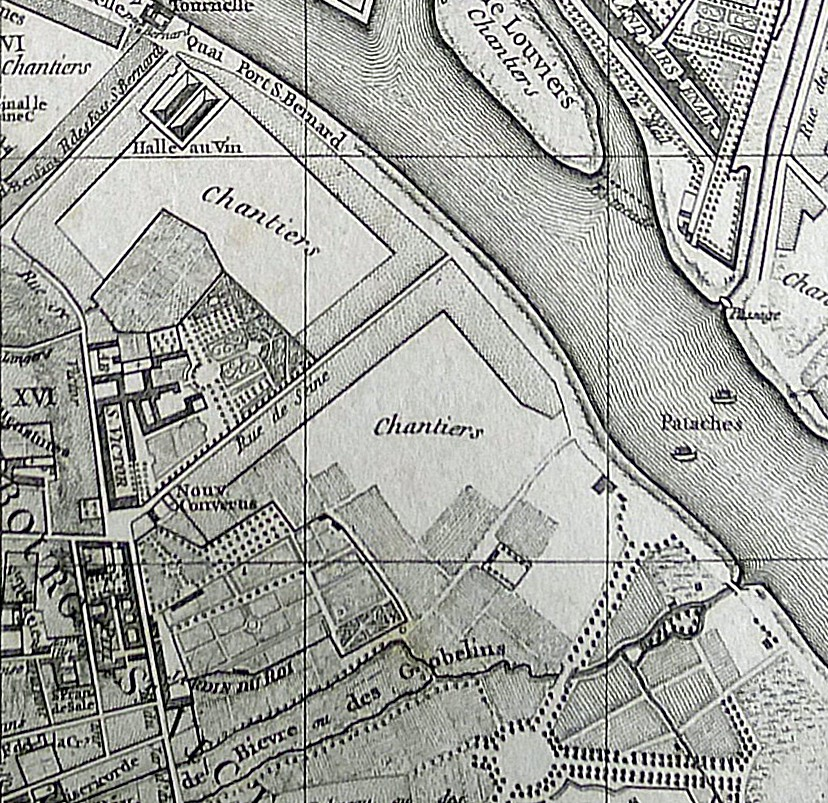
Les terres d’Alez (XVIIIe siècle) sur le plan de Vaugondy.

## Étymologie, toponymie
Il existait, depuis le XIVe siècle, une rue perpendiculaire à celle des Fossés-Saint-Bernard : la rue d’Alez, nom qui signifie « terre d’à côté » ; c’est aujourd’hui un cul-de-sac, la cité du Cardinal-Lemoine. On trouve cependant en 1784 une autre hypothèse étymologique : « Deux grands clos dépendoient autrefois de l’abbaye Saint-Victor. Le premier était celui du Chardonnet, dans lequel a été bâtie la paroisse Saint-Nicolas, le collège des Bernardins, etc. dont j’ai parlé. Le second s’appelait  Alez. On croit qu’il tirait son nom de la Reine Alix ou Adélaïde, femme du Roi Louis le Gros. Les maisons construites sur ce terrain forment la censive de l’abbaye Saint-Victor. » Les terres d’Alez étaient également appelées « fief du Chardonnet », du clos du Chardonnet voisin.

## Étendue, histoire
Selon les plans anciens de Paris, sur les rives de la Seine, les terres d’Alez allaient du clos du Chardonnet, proche des Grands-Degrés à l’ouest, jusqu’à la confluence naturelle de la Bièvre à l’est, au niveau de l'actuelle place Valhubert. Il comprenait initialement les emplacements de l’abbaye Saint-Victor, de ses dépendances, du Jardin des plantes, de ses dépendances, et d’autres parcelles alentour, entre les actuelles rues Poliveau, Geoffroy-Saint-Hilaire, Linné et des Fossés-Saint-Bernard.
En 1148, puis à nouveau en 1361, les chanoines de Saint-Victor détournèrent le cours de la Bièvre vers l’ouest en creusant le canal des Victorins pour irriguer leurs cultures et pour faire mouvoir un moulin à eau : ce canal partait du lit naturel de la Bièvre au niveau de l’actuel clos Patouillet (dit aussi « îlot Poliveau ») où se trouvent laboratoires et collections du Muséum, suivait approximativement les actuelles allées Jeannel du clos Patouillet et des Becquerel dans le Jardin des plantes, puis passait sous le ponceau de la rue du Ponceau (ultérieurement rue de Seine, aujourd’hui rue Cuvier), longeait et arrosait le potager de l’abbaye St-Victor (c’est l’actuelle rue Jussieu jusqu’à l’actuelle rue du Cardinal-Lemoine) et s’écoulait sous l’enceinte de Philippe-Auguste par une poterne qui, en raison de l’érosion de la montagne Sainte-Geneviève en cinq siècles, se trouve de nos jours à −7 m de profondeur sous le bureau de poste sis au coin de la rue des Écoles (poterne visitable un mercredi par mois). Là, le tracé faisait un angle au niveau de l’actuelle église Saint-Nicolas-du-Chardonnet, suivait l’actuelle rue des Bernardins et tournait encore à angle droit à l’entrée de la rue de Bièvre pour se jeter dans la Seine aux Grands Degrés, face à l’archevêché.
Juste au sud de l’abbaye Saint-Victor, la butte Coypeau ou butte des Copeaux est un ancien dépotoir médiéval, recouvert de terre en 1303, sur lequel se dresse au XIVe siècle le moulin de la Tournelle. Le moulin a disparu lorsque le Jardin royal des plantes médicinales, ancêtre de l’actuel Jardin des plantes, est créé en 1626 par Guy de La Brosse sur édit de Louis XIII : il s’ouvre au public en 1640. La butte Coypeau est alors convertie en lieu de promenade, et l’est restée jusqu’à nos jours.
Au XVe siècle, dans la nuit du 8 au 9 avril 1579, une brutale crue de la Bièvre emporte douze bâtisses, noie des dizaines d’habitants surpris dans leur sommeil et endommage gravement le domaine de Nicolas Houël, herboriste, pharmacien et philanthrope qui donnait ses cours sur les terres d’Alez, sur les mêmes terrains qui furent, un demi-siècle plus tard, attribuées au Jardin royal des plantes médicinales. Pendant cette crue, l’eau monta de 4 à 5 mètres, atteignant le deuxième étage des maisons. Cette crue peut être due à la rupture d’anciens dépôts sédimentaires meubles antérieurement retenus en amont par les barrages des bièvres, qui, jusqu’à leur disparition aux XIIe – XIIIe siècles, ont dû peupler (et peut-être créer) les larges marais de Guyancourt.
Au XVIIIe siècle, les terrains qui ne sont alors plus dénommés « terres d’Alez » font partie du Faubourg Saint Victor.